# БПЛА серии 601-S (КНР)
AVIC 601-S — серия моделей беспилотных летательных аппаратов (БПЛА), разработанная Авиационным институтом (Shenyang Aircraft Design Institute, SYADI) Шэньяна, входящим в состав Aviation Industry Corporation of China (AVIC), и Shenyang Aerospace University (沈阳航空航天大学). Цифры в названии аппарата отражают названия его разработчиков: так, институт SYADI в корпорации AVIC известен как 601 институт; а буква S относится к другому разработчику - авиакосмическому университету SAU. 
В 2013 г. производилось и эксплуатировалось 7 разных моделей этой серии.

## Первая экспериментальная модельSky Crossbow
«Небесный арбалет» (Sky Crossbow; Tian-Nu или Tiannu, 天弩) стал первым (экспериментальным беспилотным) самолётом из серии 601-S, сделанным по схеме летающее крыло. Он предназначался для приобретения опыта проектирования и применения БПЛА такой схемы в КНР. Хотя он был сделан по схеме летающее крыло, но у него имелось две рулевые управляющие поверхности, 2 наклонных киля. Поэтому его называли летательным аппаратом с 4 управляющими поверхностями, летающим крылом с двумя килями (Si duo-mian fei-yi jia shuang-chui-wei, 四舵面飞翼加双垂尾).
Описание:
- Длина: 2,15 м.
- Размах крыльев: 2,2 м.
- Высота: 0,6 м.
- Масса: 18,8 кг.
- Масса пустого самолета:5730 кг
- Максимальная взлетная масса: 17215 кг
- Масса полезной нагрузки 1500 кг
- Скорость полёта: 600–1015 км/ч.
- Двигатель: электродвигатель, приводящий во вращение вентилятор в кольцевом обтекателе[3]

## МодельWind Blade
Экспериментальная модель «Лезвие ветра» (Wind Blade; Feng-Ren или Fengren, 风刃) был дальнейшим развитием первого экспериментального БПЛА («Небесный арбалет»), и они были очень похожи. Главное отличие заключалось в отсутствии у новой модели килей (оперения), заменой его на две управляющие поверхности на законцовках крыла. Такая конструкция может снизить радиолокационную заметность самолёта, и она также использовалась в другом экспериментальном летательном аппарате, очень похожем на «Лезвие ветра» (NUAA Flying Wing UAV).

## Модель «Облачный лук»
Разработка следующей экспериментальной модели «Облачный лук» (Cloud Bow; Yun-Gong или Yungong, 云弓) позволила добиться удовлетворительных результатов в области управления полётом БПЛА типа летающее крыло без использования законцовок крыла для управления полётом (как на «Лезвии ветра»). Законцовки убрали, а БПЛА стали называть летательным аппаратом «летающее крыло с 4 управляющими поверхностями» (si duo-mian fei-yi, 四舵面飞翼).

## МодельWarrior Eagle

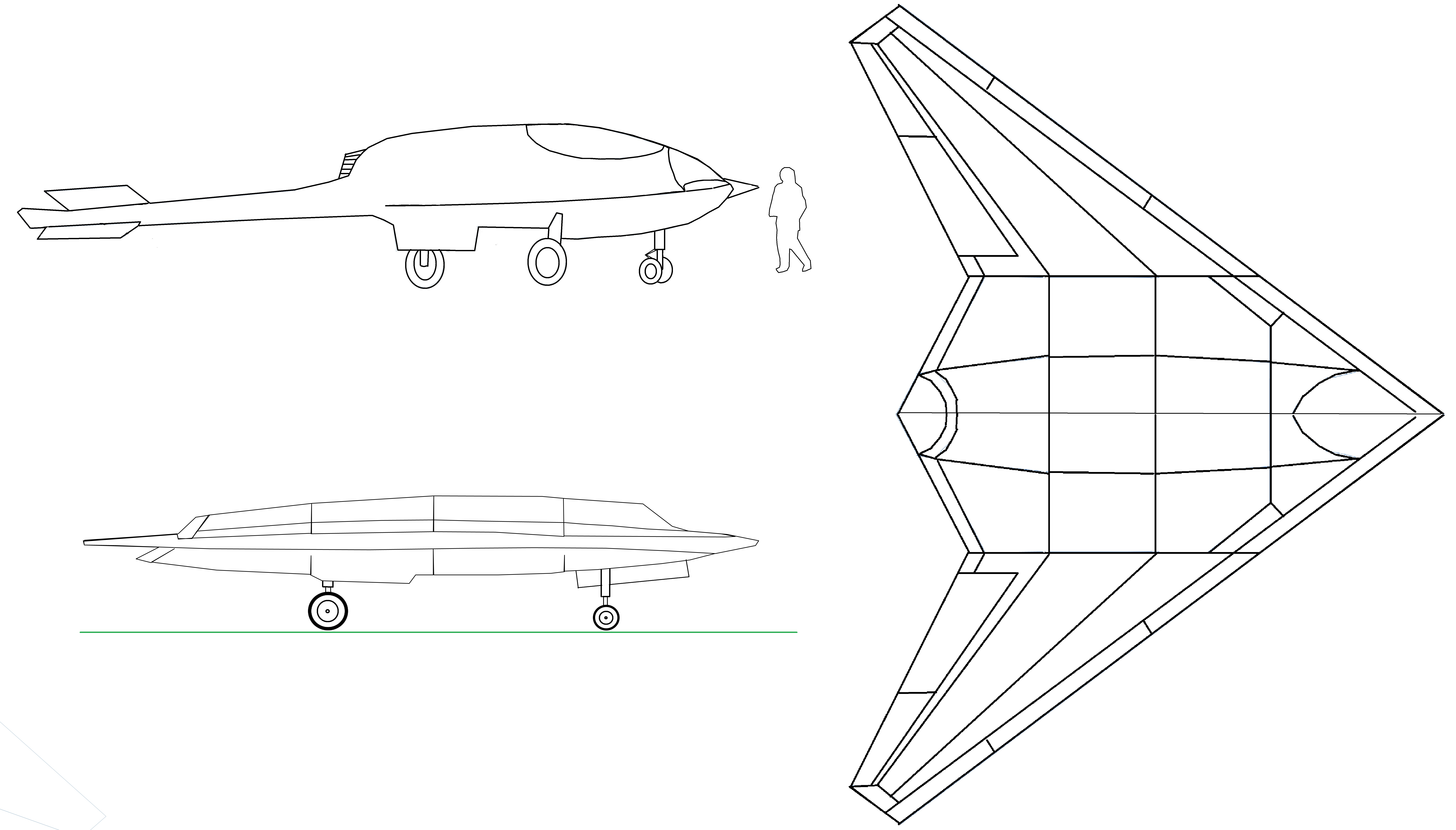
Ударный беспилотный летательный аппарат ВВС Китая Лиянь, примерный внешний вид

Экспериментальная модель «Боевой орёл» (Warrior Eagle; Zhan-Ying или Zhanying, 战鹰) стала дальнейшим развитием «Облачного лука», отличаясь от него тем, что крыло было обратной стреловидности. В ряде китайских интернет-источников утверждалось, что этот БПЛА предназначался для ведения разведки и даже для боевого применения (возможно, эти утверждения станут справедливы в будущем). Но разработчик самолёта, демонстрируя его на разных выставках заявил, что главной целью при разработке было изучить управляемость летательного аппарата с крыльями обратной стреловидности. При успешном решении задачи намечалось создание новых боевых и разведывательных моделей той же схемы.

## ЛияньSharp Sword
Разработка модели «Острый меч», или Лиянь (Sharp Sword или Keen Sword; Li-Jian или Lijian, 利剑) выполнялась совместно SYADI, SAU и Hongdu Aviation Industry Group (HAIG).. Модель является дальнейшим развитием «Тёмного меча» (размеры увеличились). Этот ударный беспилотник стал одной из двух моделей, которые вышли за пределы экспериментальных исследований. По данным лётные испытания этого аппарата проводились в ~ 2014 г. на аэродроме около завода-изготовителя компании Хунду. Внешне, самолёт похож на американский X-47B (малозаметный, схема летающее крыло). Полезная нагрузка неизвестна. Предполагается, что он предназначен для ведения разведки, и в перспективе - для нанесения ударов по наземным целям. На БПЛА установлен двигатель (российского происхождения) РД-93 (тот же, что и на пилотируемых самолётах FC-1/JF-17). Размах крыла порядка 14 м, длина - около 8 м. 21 ноября 2013 г. Лиянь совершил 20-минутный полёт, взлетев с аэродрома компании Хунду. Пилотажно-навигационный комплекс использует национальную спутниковую систему «Бэйдоу».

## МодельDark Sword

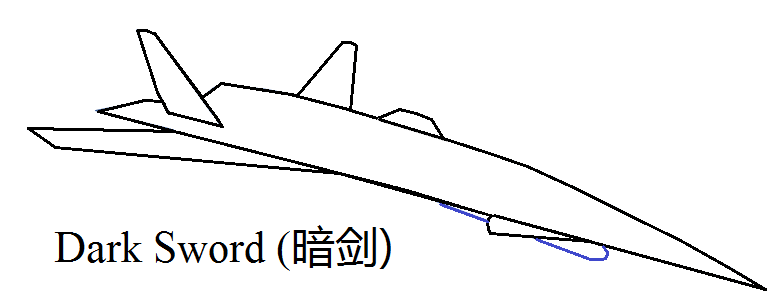
Гиперзвуковой военный БПЛА "Тёмный меч"

Опыт, накопленный при проектировании и применении ранее упомянутых моделей этой серии БПЛА, был использован при разработке модели «Тёмный меч» (Dark Sword; An-Jian или Anjian, 暗剑). Эта модель отличалась от описанных ранее тем, что при её разработке главное внимание уделялось не малой радиолокационной заметности, а увеличению маневренности. При описании модели, китайские интернет-источники сильно преувеличивали её характеристики. Разработчики заявили, что главной целью было создание гиперзвукового беспилотного самолёта, обладающего малой заметностью и высокой маневренностью. Считают, что эта новая модель беспилотника в отдалённом будущем сможет использоваться для разведки и ведения боя. Для увеличения манёвренности для этого самолёта была выбрана схема утка и двухкилевое хвостовое оперение.

## Беспилотник с изменяемой формой крыла
Среди серии беспилотных летательных аппаратов серии AVIC 601-S есть экспериментальная модель с крылом изменяемой формы (Shape Varying UAV; Bian-ti Wu-ren-ji, 变体无人机). Этот БПЛА был впервые показан на 7-м авиасалоне в Шанхае в 2008 г. При создании модели использовался опыт, накопленный при разработке предыдущих моделей. Цель разработки - исследование беспилотного самолёта с крылом изменяемой формы. Увеличение размеров крыла улучшает лётные характеристики при маленькой скорости полёта, а уменьшение размеров снижает сопротивление воздуха при большой скорости полёта. При разработке этого БПЛА, вместо обычного в таких случаях изменения стреловидности, конструкторы спроектировали «складное крыло» (folding wing design). Как и у других беспилотных самолётов серии, отверстие для забора воздуха для двигателя размещается над фюзеляжем.

## Роль БПЛА в НОАК
Используя большой экономический и технологический потенциал, КНР предпринимает активные усилия для создания высокотехнологичной и боеспособной армии, в том числе за счёт освоения выпуска беспилотных боевых самолётов. Так, спустя 4 года после показа первого беспилотника на авиасалоне в г. Чжухай, в 2010 г. там же, были показаны уже 25 моделей различного назначения. Это вызывает обоснованное беспокойство - и не только на западе

, но и в РФ. Область возможного применения военных БПЛА показана в передаче.